# Catocala carlota
Catocala carlota är en fjärilsart som beskrevs av William Beutenmüller 1897. Catocala carlota ingår i släktet Catocala och familjen nattflyn. Inga underarter finns listade i Catalogue of Life.